# Żużel na World Games 2017
Żużel na World Games 2017 – 2. w historii zawody żużlowe rozgrywane w ramach World Games.
Rywalizacja żużlowców, podobnie jak zawody w ergometrze wioślarskim, futbolu amerykańskim i kickboxingu, znalazła się w programie World Games 2017 na podstawie wyników głosowania internetowego i miała charakter pokazowy.
Turniej par drużyn narodowych, rozegrany przy komplecie około 12,5 tysiąca widzów zgromadzonych na trybunach Stadionu Olimpijskiego we Wrocławiu, wygrał zespół gospodarzy – Polski w składzie Bartosz Zmarzlik, Maciej Janowski i Patryk Dudek. Na podium stanęli również Australijczycy (srebrne medale) i Szwedzi (brąz).

## Wyniki
- Wrocław, 29 lipca 2017

| Msc | Drużyna / Zawodnik                                          | Biegi                                   | Punkty |
| --- | ----------------------------------------------------------- | --------------------------------------- | ------ |
| 1   | Polska                                                      | Polska                                  | 23+5   |
| 1   | Bartosz Zmarzlik Maciej Janowski Patryk Dudek               | (3,3,3,0,3,3) (2,–,2,3,0,w) (1)         | 15 7 1 |
| 2   | Australia                                                   | Australia                               | 24+1   |
| 2   | Jason Doyle Chris Holder Max Fricke                         | (3,3,3,2,3,1) (1,1,0,–,–,–) (3,2,2)     | 15 2 7 |
| 3   | Szwecja                                                     | Szwecja                                 | 20     |
| 3   | Fredrik Lindgren Antonio Lindbäck Peter Ljung               | (3,2,1,1,1,3) (0,3,2,2,2,w) –           | 11 9 – |
| 4   | Niemcy                                                      | Niemcy                                  | 17     |
| 4   | Kai Huckenbeck Erik Riss Lukas Fienhage                     | (1,2,2,3,1,3) (0,0,3,0,2,0) –           | 12 5 – |
| 5   | Rosja                                                       | Rosja                                   | 16     |
| 5   | Andriej Kudriaszow Wiktor Kułakow Emil Sajfutdinow          | (t,–,0,–,3,2) (–,0,–,1,1) (2,1,2,2,2)   | 5 2 9  |
| 6   | Dania                                                       | Dania                                   | 15     |
| 6   | Niels Kristian Iversen Kenneth Bjerre Michael Jepsen Jensen | (1,2,–,–,0,–) (2,–,3,1,–,0) (1,1,0,3,1) | 3 6 6  |
| 7   | Wielka Brytania                                             | Wielka Brytania                         | 11     |
| 7   | Steve Worrall Robert Lambert Daniel King                    | (3,2,1,1,1,1) (0,0,–,–,0,–) (0,t,2)     | 9 0 2  |

Bieg po biegu:
1. Lindgren, Bjerre, Iversen, Lindbäck
2. Doyle, Sajfutdinow, Holder, Kudriaszow (t)
3. Zmarzlik, Janowski, Huckenbeck, Riss
4. Worrall, Iversen, Jepsen Jensen, Lambert
5. Lindbäck, Lindgren, Sajfutdinow, Kułakow
6. Doyle, Huckenbeck, Holder, Riss
7. Zmarzlik, Worrall, Dudek, Lambert
8. Bjerre, Sajfutdinow, Jepsen Jensen, Kudriaszow
9. Doyle, Lindbäck, Lindgren, Holder
10. Riss, Huckenbeck, Worrall, King
11. Zmarzlik, Janowski, Bjerre, Jepsen Jensen
12. Huckenbeck, Lindbäck, Lindgren, Riss
13. Janowski, Sajfutdinow, Kułakow, Zmarzlik
14. Fricke, Doyle, Worrall, King (t)
15. Jepsen Jensen, Riss, Huckenbeck, Iversen
16. Zmarzlik, Lindbäck, Lindgren, Janowski
17. Kudriaszow, Sajfutdinow, Worrall, Lambert
18. Doyle, Fricke, Jepsen Jensen, Bjerre
19. Lindgren, King, Worrall, Lindbäck (w)
20. Huckenbeck, Kudriaszow, Kułakow, Riss
21. Zmarzlik, Fricke, Doyle, Janowski (w)
22. (baraż) Lindbäck, Zmarzlik, Janowski, Lindgren
23. (finał) Zmarzlik, Janowski, Fricke, Doyle